# Ліпа (Ґостинінський повіт)
Ліпа (пол. Lipa) — село в Польщі, у гміні Гостинін Ґостинінського повіту Мазовецького воєводства.
Населення — 44 особи (2011).
У 1975-1998 роках село належало до Плоцького воєводства.

## Демографія
Демографічна структура станом на 31 березня 2011 року:
|          | Загалом | Допрацездатний вік | Працездатний вік | Постпрацездатний вік |
| -------- | ------- | ------------------ | ---------------- | -------------------- |
| Чоловіки | 24      | 6                  | 18               | 0                    |
| Жінки    | 20      | 3                  | 9                | 8                    |
| Разом    | 44      | 9                  | 27               | 8                    |